# 楊立門
楊立門，GBS，JP（1960年6月30日—），前香港特別行政區政府發展局及民政事務局常任秘書長，自稱「AO黎明」。他為人所知的是擔任發展局常任秘書長期間，曾經與時任發展局局長林鄭月娥因做事作風不一而引起不和之事。他後來在2014年，於政務官周年晚宴上獻唱《千千闋歌》一曲時，獲時任政務司司長林鄭月娥上台獻花，故被傳媒戲謔「一曲泯恩仇」。楊在該年6月30日（54歲生日當天）到7月1日退休，並利用退休前累積未放的365天長假期。2017年5月8日，楊獲委任為香港中華廠商聯合會行政總裁。2021年5月，楊立門辭去行政總裁一職，改為做全職歌手。近年亦有在電視台和報章發表政治評論。

## 早年生活
楊立門在香港出生及長大，祖籍廣東省清遠市。

## 政府生涯
楊立門早年就讀高主教書院，在校時獲南華早報頒發最佳學生獎。他於1982年畢業於香港大學，同年8月加入香港政府政務職系。楊立門曾在多個決策局及部門工作，包括前市政事務署、前政務總署、前皇家香港警務處、前港督府、前銓敍科（後改稱公務員事務科）、前工業署、前教育統籌科（後改稱教育統籌局）、前工商局（後改稱工商及科技局）及工業貿易署。於2009年4月晉升為首長級甲一級政務官(D8)。
| 日期                 | 職位                                      |
| -------------------- | ----------------------------------------- |
| 1997年5月至2001年8月 | 副教育統籌司/教育統籌局副局長             |
| 2001年8月至2004年7月 | 工商局副局長/工商及科技局副秘書長（工商） |
| 2004年7月至2006年7月 | 工業貿易署署長                            |
| 2006年7月至2007年7月 | 慶典統籌辦公室主任                        |
| 2007年7月至2009年7月 | 發展局常任秘書長（規劃及地政）            |
| 2009年7月至2014年6月 | 民政事務局常任秘書長                      |

## 歌手生涯
楊立門的父親是香港已故著名廣播劇作家楊普禧，筆名「程雪門」，作品包括廣播劇《大丈夫日記》及《18樓C座》，及電影《學生王子》等；楊立門的名字便是父親取意成語中的「程門立雪」而起。受父親影響，楊立門自小喜歡唱歌，曾參加1982年新秀歌唱大賽，與梅豔芳、韋綺珊、胡渭康、林利及溫兆倫等較量，成功打入15強, 惟於決賽前因獲政府聘請為政務主任而退賽。
在政府工作期間，楊立門與前政制及內地事務局局長譚志源相善，兩人曾合唱《帝女花》。其中楊唱平喉，譚唱子喉。
2007年，時任回歸十周年慶典籌備辦公室主任的楊立門花費10萬元，在運輸署的傳統車牌中投得其父生前擁有的無字頭車牌「1854」，以表達對亡父的思念。
2015年，楊立門正式推出首支派台歌《再牽的手》，加入香港樂壇。
2021年，他在無綫新聞與女主播包括袁沅玉、袁思行和黎在山主持節目《唱歌講英文》。

## 音樂作品

### 單曲
- 《別話》 曲詞：楊立門 編曲：杜自持 主唱：陳百強（「CASH流行歌曲創作大賽」決賽作品）
- 《再牽的手》 曲詞：楊立門 編曲：江暉 主唱：楊立門
- 《慢活》曲：T-ma  詞：楊立門 編：T-ma 主唱：潘伯仲  楊立門
- 約定（「音樂永續」作品，翻唱王菲歌曲）

### 派台歌曲成績
| 派台歌曲成績 | 派台歌曲成績 | 派台歌曲成績 | 派台歌曲成績 | 派台歌曲成績 | 派台歌曲成績 | 派台歌曲成績 |
| ------------ | ------------ | ------------ | ------------ | ------------ | ------------ | ------------ |
| 唱片         | 歌曲         | 903          | RTHK         | 997          | TVB          | 備註         |
| 2015年       |              |              |              |              |              |              |
|              | 再牽的手     | -            | -            | -            | -            |              |

| 903 | RTHK | 997 | TVB | 備註              |
| 0   | 0    | 0   | 0   | 四台冠軍歌總數：0 |

- 表示仍在榜上

粗體表示冠軍歌

## 演出

### 參與節目

##### 無線電視
- 2022年至今：《有理說得清》主持

##### 亞洲電視
- 2018年：《亞洲電視數碼媒體啟播典禮》（司儀）

## 個人生活
楊立門與其妻子於1989結婚，兩人均是香港大學文學院的畢業生，兩人育有一子。

## 榮譽
- 金紫荊星章（G.B.S.）（香港2014年度授勳及嘉獎名單；2014年7月1日）[13]
- 非官守太平紳士（J.P.）（2017年7月4日）[14]
- 官守太平紳士（J.P.）（1999年7月1日－2014年）[15]